# Zbliżenie

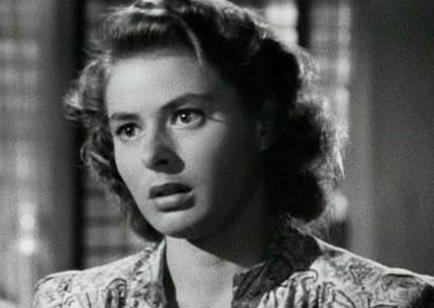
Zbliżenie na twarz Ingrid Bergman w filmie Casablanca (1942)

Zbliżenie lub wielki plan (ang. close up) – jeden z bliskich planów filmowych. Twarz człowieka lub inny obiekt zajmuje większą część kadru. Ukazuje stan psychiki i emocje postaci.
Za wynalazcę zbliżenia długo uważano Davida W. Griffitha, który stosował je m.in. w filmach Dla miłości złota (1908) oraz Narodziny narodu (1915), jednak wcześniej pojawiło się ono w twórczości George’a Alberta Smitha, który zastosował je w Szkle powiększającym babuni (1900) i Myszy w Szkole Sztuk Pięknych (1902).